# 野尻和哉
野尻 和哉（のじり かずや、1971年6月6日 - ）は東京都北区出身の脚本家・演出家。

## 略歴
- 小学生時代よりプロレスラーに憧れ、14歳で新日本プロレスのテストに合格。
- その後、高校をスポーツ特待生として進学。格闘技の世界へ進む。シュートボクシングに入門しその後、飛鳥塾という自身のキックボクシング・新空手道場を設立し、更には総合格闘技チーム「ワイルド・フェニックス」を指導し修斗（シュート）の数々のプロ選手を輩出。
- 本名の野尻和哉から、リングネームを明日華和哉（あすかかずや）と変え、選手生活20周年の2008年6月8日にタイのチャンピオン、カノンスック選手と引退試合を行った。最高位は、全日本キックボクシング連盟ライト級6位。国内外での公式戦績は29戦15勝（15KO）13敗1分。勝っても負けてもKO決着を実践した。
- 乙葉などの在籍するアイドル事務所を経て、ホリプロ、エイベックスでマネジメント、女優の高橋惠子の統括マネジメント後、脚本家の道を進みだす。ドラマや、映画・バラエティー番組の構成や、企画も行うが、その都度名前を変え各番組に関わっている。
- 関わった主なタレント［株式会社エイジ］市川由衣（アイドル・女優）・波岡一喜（俳優）［株式会社フィットワン］乙葉・佐藤寛子（アイドル・女優）・一戸奈美（女優）・吉原夏紀（アイドル）ほか［株式会社ホリプロ］北大路欣也・有馬稲子ほか［株式会社ブロウアップ］高橋惠子・高橋伴明（映画監督）
- 飛鳥塾所属キックボクサー［バンタム級］笠原大介（全日本同級4位）、［ライト級］垣内仁志・降矢康勝、［ウェルター級］野尻悦久（カラテジャパンオープン・トーワ杯ベスト8入賞・WAKOインターナショナルタイトル挑戦・ロシア）、［ミドル級］丸山弘通、［ヘビー級］鈴木ミツル（2001年K-1仙台大会出場）
- ワイルド・フェニックス（総合格闘技）　［バンタム級］西澤正樹、［ライト級］植野雄（現グレイシーバッハ東京代表）、［ウェルター級］藤原正人・村濱天晴・高田和道・松本光央・米澤迅三郎、［ミドル級］丸山弘通（ワイルド・フェニックス代表）
- 自身の出身中学校が飛鳥中学校から、道場名やリングネームに使われている。同校の先輩には俳優の江口洋介、双方の父親は同校の同級生。
- 俳優の波岡一喜・女優の市川由衣は、役者修業時代に飛鳥塾にてキックボクシングのレッスンを受けていた。波岡一喜はその後、日本テレビで、亀梨和也主演のボクシングドラマ「1ポンドの福音」にボクサー児島役で出演。本格的なボクシングシーンも披露。

- 2012年からは、大学の講演会や、キックボクシングイベント（兵庫・日進会館）での俳優波岡一喜とのトークショー、環境シンポジウムにて講演の檀上に本名で出演している。今後は、統一した名前（ペンネーム）で活動して行くと語った。名前を公表されていない、連続ドラマや映画作品は、後に公表される。
- 自身の脚本したドラマの出演者の竹野内豊、杉本哲太、北乃きいなど、作品に関わった俳優から「兄貴」と呼ばれ信頼されている。女性誌で女優の檀れいや、北乃きい、とのスクープも相談を受けていただけだったと、取材に答えている。
- 2014年には、映画2作品劇場公開と出版も控えている。　英語検定２級を取得し、ジャーナリストとしてイスライルなどの戦地にも渡航。